# Skisprungsaison 1976/77

←1975/76 – 1976/77 – 1977/78→

Der Artikel über die Skisprungssaison 1976/77 ist eine Übersicht zu den wichtigsten Skisprungwettbewerben der Wintersportsaison 1976/77. Herausragende Wettbewerbe waren in dieser Saison die Vierschanzentournee und die Skiflug-Weltmeisterschaft im norwegischen Vikersund. Weitere Höhepunkte mit der versammelten Weltelite waren die Salpausselkä-Skispiele in Lahti sowie das Holmenkollen-Skifestival in Oslo. Überragender Springer des Winters war der Schweizer Walter Steiner, der bei all diesen A-Klasse-Wettbewerben das Podest erreichte. Die weiteren internationalen Springen hatten in diesem Winter eine unterschiedlich starke Besetzung und riefen daher nicht in allen Wintersportnationen ein großes mediales Echo hervor.

## Wettbewerbsübersicht
| Datum                | Austragungsort         | Schanze                         | Bemerkung                   | Sieger             | Zweiter            | Dritter                    | Beleg         |
| -------------------- | ---------------------- | ------------------------------- | --------------------------- | ------------------ | ------------------ | -------------------------- | ------------- |
| 26. Dezember 1976    | St. Moritz             | Olympiaschanze K94              | Weihnachtsspringen          | Walter Steiner     | Robert Mösching    | Ernst von Grünigen         | [ 1 ] [ 2 ]   |
| 30. Dezember 1976    | Oberstdorf             | Schattenbergschanze K115        | Vierschanzentournee         | Toni Innauer       | Jochen Danneberg   | Walter Steiner             |               |
| 1. Januar 1977       | Garmisch-Part.         | Große Olympiaschanze K107       | Vierschanzentournee         | Jochen Danneberg   | Toni Innauer       | Harald Duschek             |               |
| 4. Januar 1977       | Innsbruck              | Bergiselschanze K106            | Vierschanzentournee         | Henry Glaß         | Walter Steiner     | Toni Innauer               |               |
| 6. Januar 1977       | Bischofshofen          | Paul-Außerleitner-Schanze K106  | Vierschanzentournee         | Walter Steiner     | Karl Schnabl       | Jochen Danneberg           |               |
|                      | Tournee-Gesamtwertung: | Tournee-Gesamtwertung:          | Vierschanzentournee         | Jochen Danneberg   | Walter Steiner     | Henry Glaß                 | [ 3 ]         |
| 7. Januar 1977       | Maribor                | Pekrska Gorca K78               | Dreiländer-Springertournee  | Karl Schnabl       | Bogdan Norčič      | Alfred Pungg               | [ 4 ] [ 5 ]   |
| 8. Januar 1977       | Villach                | Jahnschanze K75                 | Dreiländer-Springertournee  | Alfred Pungg       | Hans Millonig      | Karl Schnabl               | [ 6 ]         |
| 10. Januar 1977      | Tarvisio               | Trampolino Fratelli Nogara K80  | Dreiländer-Springertournee  | Bogdan Norčič      | Karl Schnabl       | Alfred Pungg               | [ 7 ]         |
|                      | Tournee-Gesamtwertung: | Tournee-Gesamtwertung:          | Dreiländer-Springertournee  | Karl Schnabl       | Alfred Pungg       | Bogdan Norčič              | [ 8 ]         |
| 14. Januar 1977      | Willingen              | Mühlenkopfschanze K89           |                             | Ernst von Grünigen | Bogdan Norčič      | Jim Denney                 | [ 9 ] [ 10 ]  |
| 15. Januar 1977      | Willingen              | Mühlenkopfschanze K89           |                             | Hans Wallner       | Sepp Schwinghammer | Ernst von Grünigen         | [ 11 ] [ 12 ] |
| 16. Januar 1977      | Willingen              | Mühlenkopfschanze K89           |                             | Jim Denney         | Bogdan Norčič      | Ernst von Grünigen         | [ 13 ] [ 14 ] |
| 15. Januar 1977      | Sapporo                | Ōkurayama-Schanze               |                             | Walter Steiner     | Pekka Hyvärinen    | Pertti Savolainen          | [ 15 ] [ 16 ] |
| 16. Januar 1977      | Sapporo                | Ōkurayama-Schanze               |                             | Walter Steiner     | Pekka Hyvärinen    | Kōji Kakuta                | [ 17 ] [ 16 ] |
| 15. Januar 1977      | Bakuriani              | Sakartwelo K88                  |                             | Alexei Borowitin   | Jürgen Thomas      | Juri Kalinin               | [ 18 ] [ 19 ] |
| 16. Januar 1977      | Bakuriani              | Sakartwelo K110                 |                             | Alexei Borowitin   | Emil Babiš         | Juri Iwanow                | [ 20 ] [ 21 ] |
| 19. Januar 1977      | Schmiedefeld           | Vessertalschanze K86            | Freundschaftstournee        | Harald Duschek     | Leoš Škoda         | Henry Glaß                 | [ 22 ] [ 23 ] |
| 21. Januar 1977      | Lauscha                | Marktiegelschanze K83           | Freundschaftstournee        | Martin Weber       | Ján Tánczos        | Leoš Škoda                 | [ 24 ] [ 25 ] |
| 23. Januar 1977      | Oberhof                | Rennsteigschanze K102           | Freundschaftstournee        | Harald Duschek     | Stanisław Bobak    | Henry Glaß                 | [ 26 ] [ 27 ] |
|                      | Tournee-Gesamtwertung: | Tournee-Gesamtwertung:          | Freundschaftstournee        | Harald Duschek     | Leoš Škoda         | Henry Glaß Stanisław Bobak | [ 27 ]        |
| 23. Januar 1977      | Le Brassus             | La Chirurgienne                 |                             | Johan Sætre        | Walter Steiner     | Emil Babiš                 | [ 28 ] [ 29 ] |
| 30. Januar 1977      | Le Locle               | Tremplin de la Combe Girard K87 | Schweizer Springertournee   | Johan Sætre        | Walter Steiner     | Karl Schnabl               | [ 30 ] [ 31 ] |
| 1. Februar 1977      | Gstaad                 | Mattenschanze K88               | Schweizer Springertournee   | Walter Steiner     | Alfred Pungg       | Kari Ylianttila            | [ 32 ] [ 33 ] |
| 3. Februar 1977      | St. Moritz             | Olympiaschanze K94              | Schweizer Springertournee   | Walter Steiner     | Per Bergerud       | Johan Sætre                | [ 34 ] [ 35 ] |
| 6. Februar 1977      | Engelberg              | Gross-Titlis-Schanze            | Schweizer Springertournee   | Walter Steiner     | Kari Ylianttila    | Alfred Pungg               | [ 36 ] [ 37 ] |
|                      | Tournee-Gesamtwertung: | Tournee-Gesamtwertung:          | Schweizer Springertournee   | Walter Steiner     | Alfred Pungg       | Ernst von Grünigen         | [ 37 ]        |
| 3. Februar 1977      | Liberec                | Ještěd K88                      | Bohemia-Tournee             | Leoš Škoda         | Ivo Felix          | František Novák            | [ 38 ]        |
| 5. Februar 1977      | Liberec                | Ještěd K115                     | Bohemia-Tournee             | Dietrich Kampf     | Josef Samek        | Leoš Škoda                 | [ 39 ]        |
| 6. Februar 1977      | Tanvald Plavy          | Na Pláni K86                    | Bohemia-Tournee             | Dietrich Kampf     | Jaroslav Balcar    | Břetislav Novák            | [ 40 ] [ 41 ] |
|                      | Tournee-Gesamtwertung: | Tournee-Gesamtwertung:          | Bohemia-Tournee             | Jouko Törmänen     | Leoš Škoda         | Dietrich Kampf             | [ 41 ]        |
| 6. Februar 1977      | Murau                  | Hans-Walland-Großschanze        |                             | Reinhold Bachler   | Klaus Tuchscherer  | Alois Lipburger            | [ 42 ]        |
| 17.–19. Februar 1977 | Vikersund              | Vikersundbakken K150            | Skiflug-WM                  | Walter Steiner     | Toni Innauer       | Henry Glaß                 |               |
| 19. Februar 1977     | Gstaad                 | Mattenschanze K88               | Junioren-WM                 | Pavel Fízek        | Matthias Buse      | Hubert Neuper              | [ 43 ]        |
| 25. Februar 1977     | Sapporo                | Miyanomori-Schanze K70          | Miyasama-Games              | Hans Wallner       | ?                  | ?                          | [ 44 ]        |
| 26. Februar 1977     | Sapporo                | Ōkurayama-Schanze K90           |                             | Alois Lipburger    | Tomihisa Aiuchi    | Willi Pürstl               | [ 45 ] [ 46 ] |
| 27. Februar 1977     | Sapporo                | Ōkurayama-Schanze K90           | Miyasama-Games              | Hans Wallner       | Masakiro Yonekura  | Tom Levorstad              | [ 47 ] [ 46 ] |
| 26. Februar 1977     | Lahti                  | Salpausselkä-Schanze K70        | Lahti Ski Games             | Walter Steiner     | Jouko Törmänen     | Mathias Buse               | [ 48 ] [ 49 ] |
| 27. Februar 1977     | Lahti                  | Salpausselkä-Schanze K90        | Lahti Ski Games             | Alexei Borowitin   | Walter Steiner     | Thomas Meisinger           | [ 50 ] [ 51 ] |
| 3. März 1977         | Falun                  | Lugnet K70                      | Schwedische Skispiele       | Josef Rusko        | Walter Steiner     | Toni Innauer               | [ 52 ] [ 53 ] |
| 6. März 1977         | Falun                  | Lugnet K89                      | Schwedische Skispiele       | Martin Weber       | Jouko Törmänen     | Toni Innauer               | [ 54 ]        |
| 7. März 1977         | Kuopio                 | Puijo                           | Kuopio Skispiele            | Klaus Tuchscherer  | Esko Rautionaho    | Harri Blumen               | [ 55 ]        |
| 9. März 1977         | Odnes                  | Flubergbakken K105              |                             | Juri Iwanow        | Thomas Meisinger   | Matthias Buse              | [ 56 ] [ 57 ] |
| 13. März 1977        | Oslo                   | Holmenkollbakken K105           | Holmenkollen-Skifestival    | Alexei Borowitin   | Thomas Meisinger   | Walter Steiner             | [ 58 ] [ 59 ] |
| 14. März 1977        | Zakopane               | Wielka Krokiew K115             | Czech-Marusarzówna-Memorial | Harald Duschek     | Pavel Fízek        | Bernd Eckstein             | [ 60 ] [ 61 ] |
| 15. März 1977        | Zakopane               | Wielka Krokiew K115             | Czech-Marusarzówna-Memorial | Harald Duschek     | Martin Weber       | Falko Weißpflog            | [ 62 ] [ 61 ] |
| 14. März 1977        | Rælingen               | Marikollen                      | Norwegen Tournee            | Jim Denney         | Walter Steiner     | Roger Ruud                 | [ 63 ] [ 64 ] |
| 17. März 1977        | Hamar                  | Lierberget K84                  | Norwegen Tournee            | Johan Sætre        | Jim Denney         | Roger Ruud                 | [ 65 ] [ 66 ] |
| 18. März 1977        | Rena                   | Renabakkene                     | Norwegen Tournee            | Jim Denney         | Johan Sætre        | Per Bergerud               | [ 67 ]        |
| 20. März 1977        | Lillehammer            | Lysgårdsbakken                  | Norwegen Tournee            | Jim Denney         | Roger Ruud         | Johan Sætre                | [ 67 ]        |
|                      | Tournee-Gesamtwertung: | Tournee-Gesamtwertung:          | Norwegen Tournee            | Jim Denney         | Johan Sætre        | Per Bergerud               | [ 67 ]        |
| 18.–20. März 1977    | Planica                | Letalnica bratov Gorišek        | Skiflugwoche                | Reinhold Bachler   | Thomas Meisinger   | Ladislav Jirásko           | [ 68 ] [ 69 ] |
| 19. März 1977        | Štrbské Pleso          | MS 1970 A K70                   | Tatra-Pokal                 | Hans Millonig      | Josef Rusko        | Ivo Felix                  | [ 70 ] [ 71 ] |
| 20. März 1977        | Štrbské Pleso          | MS 1970 A K90                   | Tatra-Pokal                 | Josef Rusko        | Ivo Felix          | František Novák            | [ 71 ]        |
| 20. März 1977        | Rovaniemi              | Ounasvaara-Schanze              |                             | Walter Steiner     | Jouko Törmänen     | Tapio Räisänen             | [ 72 ]        |
| 27. März 1977        | Kuusamo                | Rukatunturi-Schanze             |                             | Walter Steiner     | Kari Ylianttila    | Pekka Hyvärinen            | [ 73 ] [ 74 ] |
| 9. April 1977        | Kirowsk                | Tramplin Apatity K62            |                             | Alexei Borowitin   | Sergei Saitschik   | ?                          | [ 75 ]        |
| 10. April 1977       | Kirowsk                | Tramplin Apatity K98            |                             | Alexei Borowitin   | Juri Iwanow        | Falko Weißpflog            | [ 76 ]        |
| 24. April 1977       | Mühlbach               | Wetterwand-Schanze K89          | Hochkönig Cup               | Josef Rusko        | Leoš Škoda         | Karl Schnabl               | [ 77 ]        |